# Geraldo Vinholi
Geraldo Antonio Vinholi, (Itápolis, 6 de abril de 1953), é um economista e político brasileiro, filiado ao PSDB.
Foi prefeito de Catanduva entre 2013 e 2016 e deputado estadual por São Paulo entre 1999 e 2011.

## Carreira profissional
Anteriormente à política, exerceu cargos de superintendente do Conesp (Companhia de Construções Escolares do Estado de São Paulo), de 1985 a 1988, diretor-presidente da Empresa Metropolitana de Transportes Urbanos (EMTU), de 1988 a 1991, e diretor de Administração e Finanças da Companhia Paulista de Trens Metropolitanos (CPTM), de 1993 a 1994.

## Carreira política
Se elegeu deputado estadual em 1998, estando filiado ao PDT. Reelegeu-se em 2002 e 2006, ainda na legenda. Migrou para o PSDB durante o seu último mandato como deputado estadual, obtendo uma suplência nas eleições de 2010, disputando já pelo PSDB. Disputou a prefeitura de Catanduva em 2004 e 2008 pelo PDT, não se elegendo, mas conseguiu se eleger em 2012, no PSDB. Não se reelegeu em 2016.

## Controvérsias

### Possível envolvimento em chacina
Em 1985, enquanto ainda era dono de um mercado em São Bernardo do Campo, foi nomeado como envolvido em uma chacina ocorrida no bairro Jardim Leonor, em São Paulo. No dia 8 de março, Marcos Santos Oliveira, João Maria Barbosa Lima e Raimundo Elias da Costa Filho foram mortos, acusados de terem roubado um cunhado de Vinholi. Vinholi teria investigado o crime por conta própria, ajudado por policiais. Os matadores teriam usado um carro que seria de Vinholi. Não há informações se Vinholi foi condenado ou absolvido pelo ocorrido.

## Vida pessoal
É pai de Marco Vinholi, que também foi deputado estadual, secretário de Estado e presidente estadual do PSDB.